# Besançon Franche-Comté TGV
Besançon Franche-Comté TGV (zwany również: gare de Besançon TGV i gare des Auxons) – dworzec TGV na linii LGV Rhin-Rhône, położony na terenie gmin Les Auxons (11 km na północny zachód od Besançon, w departamencie Doubs, w regionie Burgundia-Franche-Comté, we Francji.